# Klaus Brockhoff
Klaus Brockhoff (* 16. Oktober 1939 in Koblenz) ist ein deutscher Ökonom.

## Leben
Klaus Brockhoff studierte Volkswirtschaftslehre an der Universität Bonn. Nach seinem Examen 1962 wurde er Wissenschaftlicher Assistent am Lehrstuhl von Horst Albach. 1965 wurde er mit einer Arbeit über Unternehmenswachstum und Sortimentsänderungen promoviert. Ein Jahr später absolvierte er sein Examen als Diplom-Kaufmann an der Westfälischen Wilhelms-Universität in Münster. Von 1967 bis 1968 ging er mit einem Habilitationsstipendium der Deutschen Forschungsgemeinschaft als Visiting Scholar an die University of California, Berkeley. Nach seiner Habilitation mit einer Schrift über F&E-Projekt- und Programmplanung, ebenfalls an der Universität Bonn, wurde er zunächst Mitarbeiter des Forschungs- und Beratungsinstituts Battelle, wo er nach kurzer Zeit Leiter einer größeren Einheit wurde. 1970 erhielt er einen Ruf auf einen Lehrstuhl für Betriebswirtschaftslehre an der Christian-Albrechts-Universität zu Kiel und hat dort bis 1999 fast 30 Jahre gewirkt. Zunächst war er in Kiel für die Allgemeine Betriebswirtschaftslehre zuständig. Nach Einführung des Studienganges Betriebswirtschaftslehre 1978 und Schaffung funktional spezialisierter Lehrstühle übernahm er einen Lehrstuhl für Absatzwirtschaft, um 1989 auf den neu geschaffenen Lehrstuhl für Technologie- und Innovationsmanagement, dem ersten seiner Art in Deutschland, zu wechseln. Von 1999 bis 2004 war er Rektor und Inhaber des Lehrstuhls für Unternehmenspolitik der WHU – Otto Beisheim School of Management in Vallendar. Seit 1. April 2005, am Tag zuvor ging er in den Ruhestand, war er dort Inhaber einer Honorarprofessur. Ab 2005 gehörte er dem Vorstand der Stiftung WHU an, von 2007 bis 2018 als stellvertretender Vorstandsvorsitzender.

## Wirken
Klaus Brockhoff ist nicht nur ein bedeutender Forscher, sondern auch für seine Beiträge zum Wissenschaftsmanagement bekannt. Von 1981 bis 1983 war er Vorsitzender der Kommission Marketing im Verband der Hochschullehrer für Betriebswirtschaft. Von 1989 bis 1991 diente er dem Verband als Vorsitzender. Aufgrund seiner vielfältigen wissenschaftspolitischen Aktivitäten wurde er von 1991 bis 1994 Mitglied des Wissenschaftsrates. Von 1997 bis 2007 war er Mitglied im Kuratorium der Volkswagen-Stiftung, in den letzten Jahren stellvertretender Vorsitzender, und Leiter des Vermögensbeirates. Von 2008 bis 2016 war er Mitglied im Kuratorium der Esche Schümann Commichau Stiftung. Außerdem war er Mitglied verschiedener Aufsichtsräte, wie z. B. der Datenzentrale Schleswig-Holstein GmbH, der Metro AG oder der Steuler Industriewerke GmbH (später Steuler Holding GmbH) oder Beiräte, wie bei Brain Capital Tochtergesellschaften zur Studienfinanzierung. Brockhoff hat eine Vielzahl von Regierungsinstitutionen sowie großen und kleinen Unternehmen beraten, teilweise auch durch Gutachten oder in Expertengruppen. Die Forschungsergebnisse von Brockhoff schlagen sich in 19 Büchern/selbständigen Schriften und in über 300 Beiträgen in deutschen und internationalen Zeitschriften und Handbüchern nieder. Google Scholar weist für ihn einen h-Index von 48 und einen I10-Index von 131 aus (Stand März 2024).
Brockhoff promovierte über 60 Schüler und brachte fünf akademische Schüler hervor, die jeweils Lehrstühle an deutschen Universitäten bekleiden: Helmut Schmalen an der Universität Passau († 2002), Sönke Albers (Universität Kiel/Kühne Logistics University), Ursula Weisenfeld (Universität Lüneburg), Holger Ernst (WHU) und Thorsten Teichert (Universität Hamburg).

## Ehrungen
1991 wurde Brockhoff mit dem Max-Planck-Forschungspreis ausgezeichnet. 1993 folgte die Ehrung mit dem Karl Heinz Beckurts-Preis für sein Lebenswerk im Innovationsmanagement. 1997 wurde Brockhoff in die Berlin-Brandenburgische Akademie der Wissenschaften und 2000 in die Europäische Akademie der Wissenschaften und Künste gewählt. Es folgte die Akademie für Technikwissenschaften Acatech. Der Verband der Hochschullehrer für Betriebswirtschaft ernannte ihn zu seinem Ehrenmitglied.
Seine wissenschaftlichen Leistungen wurden durch die Ehrendoktorwürde der Universität Bern 2003 gewürdigt. Im Jahre 2009 wurde er von der US-amerikanischen Portland International Conference on Management of Engineering and Technology (PICMET; ‚Internationale Konferenz von Portland über das Management von Technik und Technologie‘)  als Leader in Technology Management ausgezeichnet. Anlässlich seines Rücktritts als Stellvertretender Vorsitzender der Stiftung WHU, der Trägerstiftung der WHU – Otto Beisheim School of Management, folgte im November 2018 die Ehrendoktorwürde der privaten Wirtschaftshochschule WHU.

## Schriften
- Unternehmenswachstum und Sortimentsänderungen (= Schriften des Instituts für Gesellschafts- und Wirtschaftswissenschaften der Universität Bonn. Band 5). Köln/Opladen 1966.
- Forschungsprojekte und Forschungsprogramme: Ihre Bewertung und Auswahl. Zweite, erweiterte und geänderte Auflage von Forschungsplanung im Unternehmen. Gabler, Wiesbaden 1973.
- Prognoseverfahren für die Unternehmensplanung. Gabler, Wiesbaden 1977.
- Delphi-Prognosen im Computer-Dialog. Experimentelle Erprobung und Auswertung kurzfristiger Prognosen. Tübingen 1979.
- Produktpolitik. Fischer, Stuttgart 1981, ISBN 3-437-40097-5 (4. Aufl. 1999).
- Forschung und Entwicklung. Planung und Kontrolle. Oldenbourg, München/Wien 1988, ISBN 3-486-20590-0 (5. Aufl. 1998).
- Industrial Research for Future Competitiveness. Springer, Heidelberg 1997.
- Internationalization of Research and Development. Springer, Heidelberg 1998.
- Geschichte der Betriebswirtschaftslehre – kommentierte Meilensteine und Originaltexte. Gabler, Wiesbaden 1999 (2. Aufl. 2002).
- Betriebswirtschaftslehre in Wissenschaft und Geschichte. Gabler, Wiesbaden 2009, ISBN 978-3-658-34899-1 (6. Aufl. 2021).
- WHU - Otto Beisheim School of Management. Aus der Nische zu internationaler Anerkennung. Schäffer-Poeschel, Stuttgart 2020, ISBN 978-3-7910-4705-8.
- Forschung und Entwicklung - Planung und Organisation des F&E-Managements, De Gruyter Verlag, 6., vollständig überarbeitete Auflage, München 2021, ISBN 978-3-11-060065-0.
- Management ideas. A Short History of Business Administration, Cham/Schweiz 2022, ISBN 978-3-031-09961-8.